# Wilhelm Simetsreiter
Wilhelm ("Schimmy") Simetsreiter (München, 16 maart 1915 – aldaar, 17 juli 2001) was een Duits voetballer. Simetsreiter scoorde voor het Duits voetbalelftal op 21-jarige leeftijd een hattrick tegen Luxemburg (9–0 op 4 augustus 1936) op de Olympische Zomerspelen 1936. Hij werd hiermee de jongste speler ooit die dit deed voor het Duits voetbalelftal.